# Gérard Desargues
Gérard Desargues, född 21 februari 1591, död i oktober 1661, var en fransk matematiker, arkitekt och ingenjör.
Desargues tjänstgjorde under Richelieu bland annat vid belägringen av La Rochelle 1628. Han drog sig senare tillbaka till Paris, där han ägnade sig åt sitt matematiska arbete. Desargues utbildade de perspektiviska måttbestämningarna till en allmän metod. Av vikt är, att han därvid införde föreställningen om oändligt avlägsna punkter; en rät linje betraktas som en cirkel med oändlig radie, parallella linjer är linjer, som skär varandra på oändligt avstånd och så vidare. Genom idéer av det slaget och genom uppslag angående perspektiva lägen, poler och polarer, kägelsnittens geometri med mera, har Desargues väsentligt bidragit till att införa projektiva synpunkter inom geometrin. Han formulerade även Desargues sats, och var dessutom lärare till Blaise Pascal. Desargues arbeten som var högt skattade av samtiden föll sedan i glömska och var länge obeaktade. Först på 1800-talet genom Charles Julien Brianchon och Jean Victor Poncelet upptäcktes hans studier på nytt.